# Radiodiffusion au Maroc
 (mars 2015).
Si vous disposez d'ouvrages ou d'articles de référence ou si vous connaissez des sites web de qualité traitant du thème abordé ici, merci de compléter l'article en donnant les références utiles à sa vérifiabilité et en les liant à la section « Notes et références ».
La création du service de radiodiffusion au Maroc au sein de l'office chérifien des postes et Télégraphes remonte à 1928.

## Histoire de la radio au Maroc

### Des débuts lors du protectorat français
La création de cette radio a surtout répondu au départ à une demande des Européens qui s'étaient installés dans les grands centres tels que Rabat, Casablanca, Fès ou Meknès. Le Dahir du 24 novembre 1924 sera l'acte qui va établir de façon définitive le monopole de l'État Chérifien sur la radiodiffusion. mais, ce n'est qu'en février 1928 que "Radio Maroc", sigle qu'elle conservera jusqu'à la veille de l'indépendance, entamera sa diffusion avec une force de 2 kilowatt.
La population musulmane n'a, pour sa part, manifesté qu'un faible intérêt du fait de la médiocrité des émissions en langue arabe et de l'insuffisance du temps d'antenne. Une des raisons résidait également dans la faible quantité des postes récepteurs chez la presque totalité des familles marocaines. À la fin des années trente, sur 2 649 postes récepteurs recensés au Maroc,19 seulement appartenaient à des Marocains.
En octobre 1966, la Radiodiffusion Marocaine devient un établissement public doté de la personnalité civile et de l'autonomie financière mais retourne dans le giron de l’administration en janvier 1968. La RTM est alors rattachée à l’administration centrale du ministère de l’Information en 1978.
La radio marocaine comprend une dizaine de stations : une centrale basée à Rabat et neuf stations régionales installées dans les différentes régions du Royaume (Tanger, Tétouan, Oujda, Fès, Casablanca, Marrakech, Agadir, Laâyoune et Dakhla). Dans un esprit de décentralisation, les stations régionales émettent sur les ondes locales, à raison de quatre heures par jour, et relayent la station centrale à tour de rôle trois heures par semaine.

### L’expérience Medi1

Logo de Medi1 radio

En 1980, né Radio Méditerranée Internationale (Medi 1) d'une volonté commune marocaine et française. Les deux parties détiennent respectivement 51 et 49 pour cent du capital.
Medi 1 est née en 1980 de la volonté commune marocaine et française groupant des partenaires parmi les banques et les grandes entreprises des deux bords. Radio Méditerranée Internationale est une société commerciale, personne morale de droit privé sous forme d'association en participation. La partie française est représentée par la SOFIRAD (Société Française de Financement de Radiodiffusion) chargée de la gestion des participations de l'État Français dans les postes français de radio télévision en France et à l'étranger. Les partenaires marocains détiennent la majorité des participations à hauteur de 51 % du capital, ce qui confère à la société RMI la nationalité marocaine.
Le budget de Medi 1 est alimenté en grande partie par les rémunérations provenant des annonceurs auxquels elle fournit des prestations en émettant leurs messages publicitaires quel que soit leur mode de diffusion.
RMI diffuse principalement à partir de son émetteur de Nador en ondes longues et en ondes courtes, mais également en modulation de fréquence et par satellite (situé à Casablanca, alimenté par faisceau depuis les studios de la Radio). Elle couvre, ainsi l'ensemble de la région Ouest du bassin méditerranéen (Maroc, Algérie, Tunisie, Mauritanie, ainsi qu'une partie de la Libye) et peut être reçue en Espagne, en France et en Italie.
Son audience au Maghreb est comprise entre 22 et 23 millions d'auditeurs. Elle dépasse le seuil de 25 millions en période de vacances.
Un cahier des charges fixe les principes qui fondent sa mission tels la promotion de la presse parlée et le relèvement du niveau culturel des auditeurs.
C'est une radio généraliste bilingue (français-arabe) d'information et de divertissement. Elle produit et émet chaque jour à partir de ses studios de Tanger 20 heures de programmes (de 5 h à 1 h GMT). À côté des nombreux rendez-vous d'information, le programme de Médi 1 est composé d'émissions de service d'animation.

### L'ère du numérique et de la libéralisation du marché
À partir du 3 mars 1993, grâce au satellite européen Eutelsat, la radio marocaine est entrée dans l'ère de la diffusion par satellite. À l'instar des autres stations, la radio marocaine se met à l'ère des  nouvelles techniques radiophoniques numériques de diffusion et d'enregistrement des programmes et de musiques (système et traitement et d'exploitation digital informatisé).
Le Maroc vit depuis 2002 un véritable tournant dans le domaine de la communication audiovisuelle avec la création de la Haute Autorité de la communication audiovisuelle, la suppression du monopole de l'État en matière de radiodiffusion et de télévision et la publication de la loi relative à la communication audiovisuelle.
La libéralisation a commencé par la délivrance par la Haute Autorité, en mai 2006, de dix nouvelles licences d’établissement et d’exploitation de services radiophoniques et d’une licence de télévision satellitaire émettant à partir du territoire marocain, qui sont venus étoffer le panorama existant  comme Atlantic Radio, Hit Radio, Radio Sawa, Radio Aswat ou Luxe Radio

#### Évolution et diversification de la Radiodiffusion au Maroc
Depuis le début des années 2000, la radiodiffusion au Maroc a traversé une période de transformation marquée par la libération du secteur et l'introduction de technologies numériques. L'adoption progressive de la radiodiffusion numérique DAB+ permet d'améliorer la qualité sonore ainsi que de desservir des zones géographiques plus étendus, favorisant un accès plus égalitaire à l'information, notamment dans les régions éloignées.
Parallèlement, la radio marocaine s'est diversifiée pour répondre aux attentes culturelles et linguistiques de la population. L'intégration  de programme en amazigh et dans d'autres dialectes locaux s'inscrit dans une volonté de préserver et de valoriser les langues du patrimoine marocain. Cette diversité linguistique renforce la connexion entre les stations et leurs auditeurs et témoigne d'un effort pour mieux représenter la pluralité culturelle du Maroc.
La montée des plateformes numériques et des podcasts redéfinit également l'écoute radiophonique, particulièrement chez les jeunes générations. La radio ne se limite plus aux ondes mais s'étend aux plateformes de streaming et aux réseaux sociaux, permettant une diffusion accrue et une interactivité renforcée avec les auditeurs.
L'essor des radios communautaires joue un rôle essentiel pour rapprocher la radio des réalités locales, notamment en milieu rural, tout en contribuant à la décentralisation de l'information. Malgré les défis financiers pour les nouvelles stations privées, cette évolution fait de la radio marocaine un média plus accessible, varié et inclusif qu'auparavant.

## Spécificités de la radio marocaine

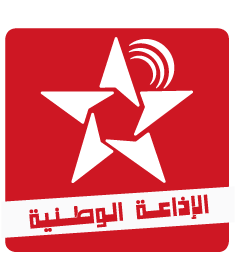
Logo de Idaa Al Watania.

| Station                          | Semaine | Weekend |
| -------------------------------- | ------- | ------- |
| RADIO MOHAMMED VI DU SAINT CORAN | 17.76%  | 16.31%  |
| MFM                              | 15.36%  | 12.27%  |
| MEDI1                            | 10.69%  | 11.45%  |
| IDAA AL WATANIYA                 | 9.92%   | 13.41%  |
| MED RADIO                        | 7.77%   | 6.80%   |
| HIT RADIO                        | 6.31%   | 6.21%   |
| CHADA FM                         | 4.80%   | 5.10%   |
| CAP RADIO                        | 4.77%   | 4.09%   |
| RADIO MARS                       | 4.72%   | 5.37%   |
| RADIO 2M                         | 4.54%   | 5.82%   |

### Des équipements nouveaux d'émissions et de diffusion
La  Radio Marocaine diffuse 93 heures par jour de programmes à partir de la station centrale de Rabat et des 10 stations régionales (Tanger, Tétouan, Oujda, Fès, Meknes, Casablanca, Marrakech, Agadir, Laâyoune et Dakhla).
Les stations régionales émettent sur le ondes locales (environ 4 heures par jour) et relayent la station centrale à tour de rôle (3 heures par semaine).
La radio marocaine, qui couvre la presque totalité du pays, touche 95 % de la population pour ce qui est des ondes longues, 84 % pour ce qui est des ondes moyennes et 48 % pour la modulation de fréquence (FM).
La radio marocaine est équipée de 25 studios dont 7 installés à la station centrale de Rabat. Cette infrastructure lui permet d'assurer une production annuelle de 34 675 heures de programmes. 64,20 % de cette production est diffusée en direct tandis que 35,80 % l'est en différé.

### Des radios thématiques
La radio marocaine produit une panoplie de programmes à caractère varié allant du culturel au divertissement. Elle consacre aussi une place de choix à la musique, tous styles confondus (classiques, jazz, variétés, chansonniers), sans oublier les documentations, les débats thématiques et les grandes retransmissions sportives et artistiques.
Les informations politiques, culturelles et sportives ainsi que des émissions variées en arabe, en espagnol, en anglais et en dialectes, constituent la matière exploitée et traitée quotidiennement par un staff de plus de 92 journalistes, 66 producteurs et 75 techniciens (dont 9 ingénieurs).

### Des programmes en plusieurs langues
La chaîne Internationale émet 19 heures sur 24, 16 heures 30 en langue arabe, 1 heure 30 en langue française, 1 heure en espagnol et 1 heure 30 en langue anglaise.
Les émissions sont à 90 % présentées en direct, le reste en différé. Ces émissions sont à caractère musical et de divertissement (50 %), culturel, sportif, social, économique, médical et didactique (50 %).
Depuis quelques années maintenant, des programmes de langues jusque-là dialectales comme le berbère, commencent à faire surface à travers différents programmes. C'est encore très inférieurs par rapport à l'espace laissé à la langue française qui n'est pourtant que la troisième langue parlée avec le berbère.

## Liste des radios marocaines
| Radio                            | Genre et audience | Streaming sur Internet |
| -------------------------------- | --- | ---------------------- |
| Aswat                            | Info - Talk - Sport - Musique : 24h/24 et rediffusion des principales émissions la nuit entre 1h et 6h | Écouter                |
| Radio Atlantic                   | Généraliste, sujets de société, économie, informations, musique | Écouter                |
| Cap Radio                        | Cible la région nord du Maroc, le Rif, les émissions sont dans le dialecte Berbère Tarifit et en arabe dialectal (Marocain) | Écouter                |
| Casa FM                          | Divertissement, musique, religion (Vendredi) | Échouter               |
| Chada FM                         | Musique, programmes divers, talk show | Écouter                |
| Radio Mohammed VI du Saint Coran | Une programmation thématique, axée essentiellement sur la lecture du Coran et la diffusion de programmes à caractère religieux | Écouter                |
| Chaîne Nationale                 | Propose une programmation généraliste et diversifiée tendant à satisfaire les besoins d’information, de culture, d’éducation et de divertissement du public le plus large. La « Radio Nationale » propose, également, une programmation de proximité en effectuant quotidiennement des décrochages régionaux pour chacune de ses stations régionales qui diffusent une programmation tendant à satisfaire les besoins d’information et de divertissement d’un large public local ou régional | Écouter                |
| Hit Radio                        | Radio orientée vers les jeunes, musique notamment du Rap | Écouter                |
| Medi 1                           | Généraliste, sujets de société, économie, informations, musique, Medi 1 couvre tout le Maghreb et se veut la Radio du Maghreb. | Écouter                |
| MFM Atlas                        | Propose une programmation généraliste de proximité composée de l’information, de services et de divertissement | Écouter                |
| MFM Saïss                        | Propose une programmation généraliste de proximité composée de l’information, de services et de divertissement | Écouter                |
| MFM Souss                        | Propose une programmation généraliste de proximité composée de l’information, de services et de divertissement | Écouter                |
| Chaîne Inter                     | Propose une programmation généraliste, ouverte sur le monde, tendant à satisfaire les besoins d’information et de divertissement du jeune public. Met en valeur la diversité linguistique du Maroc et son ouverture sur la scène internationale et contribue au rayonnement de la culture et de la civilisation marocaine auprès des auditoires étrangers | Écouter                |
| Radio 2M                         | Propose une programmation comportant des programmes musicaux, des bulletins d’information, et des émissions consacrées notamment aux centres d’intérêts de la jeunesse, à la promotion des jeunes talents, à l’actualité musicale et culturelle, aux loisirs et au sport | Écouter                |
| Radio Plus Marrakech             | Propose une programmation généraliste de proximité composée de l’information, de services et de divertissement | Écouter                |
| Radio Plus Agadir                | Propose une programmation généraliste de proximité composée de l’information, de services et de divertissement | Écouter                |
| Radio Sawa                       | Une station de radio en arabe financée par le gouvernement des États-Unis. Le but de cet organisme est de fournir une information équilibrée à la jeunesse des pays arabes, le gouvernement Américain considérant que les informations disponibles au Moyen-Orient sont partiales. Elle diffuse de la musique populaire en arabe, anglais et espagnol afin d’attirer les auditeurs. | Écouter                |
| Luxe Radio                       | La première radio consacrée au luxe et à l’art de vivre marocain et international | Écouter                |

## Compléments
- Liste des radios marocaines

### Chaînes radios
| - Aswat - Radio Atlantic - Cap Radio - Casa FM - Chada FM - Chaîne Mohammed VI du Saint Coran Assadissa - Radio Marocaine - Hit Radio - Medi 1 - Radio Mars | - MFM Atlas - MFM Saïss - MFM Souss - Rabat Chaîne Inter - Radio 2M - Radio Plus Marrakech - Radio Plus Agadir - Radio Sawa - Luxe Radio - Medina FM |